# 진양화학
진양화학 주식회사는 KPX그룹의 계열사이자 대한민국의 친환경 합성수지 제품 기업이다.

## 역사
2001년 1월 3일 (주)진양의 합성수지 사업부문을 분할 설립 되었으며 2024년 저부가가치 사업 정리를 통해 경영 효율성을 개선하겠다며 매출 총액 282억원의 절반(50.55%)을 차지하는 바닥재 사업을 중단하였다.